# Палешник
Па̀лешник или лемеж е желязната част на плуга, която разорава почвата.
Съществува типологическо съответствие – палешник се употребява, когато е с дълга дръжка, а лемежа е с втулчеста дръжка. Съществуват и много изключения.
Палешникът често е използван в хералдиката. Изобразен е върху гербовете на някои градове в Германия.